# São Miguel (ort)
São Miguel är en ort i Brasilien.   Den ligger i kommunen Maxaranguape och delstaten Rio Grande do Norte, i den östra delen av landet, 1 800 km nordost om huvudstaden Brasília. São Miguel ligger 23 meter över havet och antalet invånare är 12 838.
Terrängen runt São Miguel är platt. Närmaste större samhälle är Ceará Mirim, 19,7 km söder om São Miguel. 
Omgivningarna runt São Miguel är huvudsakligen savann. Runt São Miguel är det ganska tätbefolkat, med 90 invånare per kvadratkilometer.